# Ida Carloni Talli
Ida Talli (Ida Carloni: 31 de enero de 1860 – 23 de abril de 1940) fue una actriz teatral y cinematográfica de nacionalidad italiana, activa en la época del cine mudo.

## Biografía
Nacida en Roma, Italia, fue una importante intérprete teatral italiana, iniciada en el teatro de aficionados. Debutó en el gran teatro en 1887, actuando para la compañía de Giuseppe Pietriboni. 
Posteriormente fue primera actriz en la formación teatral Favi, con la cual actuó en La trilogia di Dorina de Gerolamo Rovetta. Directora teatral con Virgilio Talli – con el que se casó, y por el cual adoptó su nombre artístico - y con Ettore Paladini durante un par de años, obtuvo un gran éxito de público y crítica con La parigina de Henry Becque (Milán, 1890) y con El padre de August Strindberg (Teatro Valle de Roma, 1893). Formó entonces parte del grupo Tovagliari-Carloni Talli-Pezzinga, tras lo cual también actuó con Aristide Baghetti, y en 1899 colaboró con la compañía de Luigi Ferrati.
Admirada intérprete tanto del género dramático como del cómico, trabajó en importantes compañías, tales como la Andò-Leigheb, la Emanuel, la Garavaglia, o la Ruggeri-Borelli. Posteriormente se retiró del teatro y enseñó en la escuela de Eleonora Duse en Academia Nacional de Santa Cecilia, en Roma. Entre sus muchos alumnos figuran la famosa actriz Kiki Palmer, Anna Magnani y otras muchas.
Carloni Talli también actuó en el cinema, debutando en 1912 con Quo vadis?, interpretando papeles de reparto y de carácter en 92 películas mudas, especializándose sobre todo en papeles de madre noble y austera. Su último film fue Consuelita, de Roberto Roberti, rodada en 1925, y en el que actuó junto a Francesca Bertini.
Ida Carloni Talli falleció en Milán, Italia, en 1940.

## Selección de su filmografía
- Quo vadis?, de Enrico Guazzoni (1913)
- Marcantonio e Cleopatra, de Enrico Guazzoni (1913)
- La parola che uccide, de Augusto Genina (1914)
- La signora delle camelie, de Baldassarre Negroni (1915)
- Come le foglie, de Gennaro Righelli (1916)
- La rosa di Granata, de Emilio Ghione (1916)
- La cuccagna, de Baldassarre Negroni (1917)
- I promessi sposi, de Mario Bonnard (1923)
- The White Sister, de Henry King (1923)
- Consuelita, de Roberto Roberti (1925)